# Nevromus austroindicus
Nevromus austroindicus là một loài côn trùng được tìm thấy ở Ghats Tây của Ấn Độ. Nó là một trong hai loài thuộc họ Corydalidae được tìm thấy ở miền nam Ấn Độ, loài còn lại là Neurhermes maculifera (Walker, 1853). Nó được chính thức mô tả vào năm 2012 trên cơ sở các mẫu vật từ các Ghats phía Tây Karnataka của Kottigehara cùng với một số mẫu vật cũng thu được từ gần Sampaje. Chúng có quan hệ họ hàng gần với các loài được tìm thấy ở Trung Quốc đại lục.

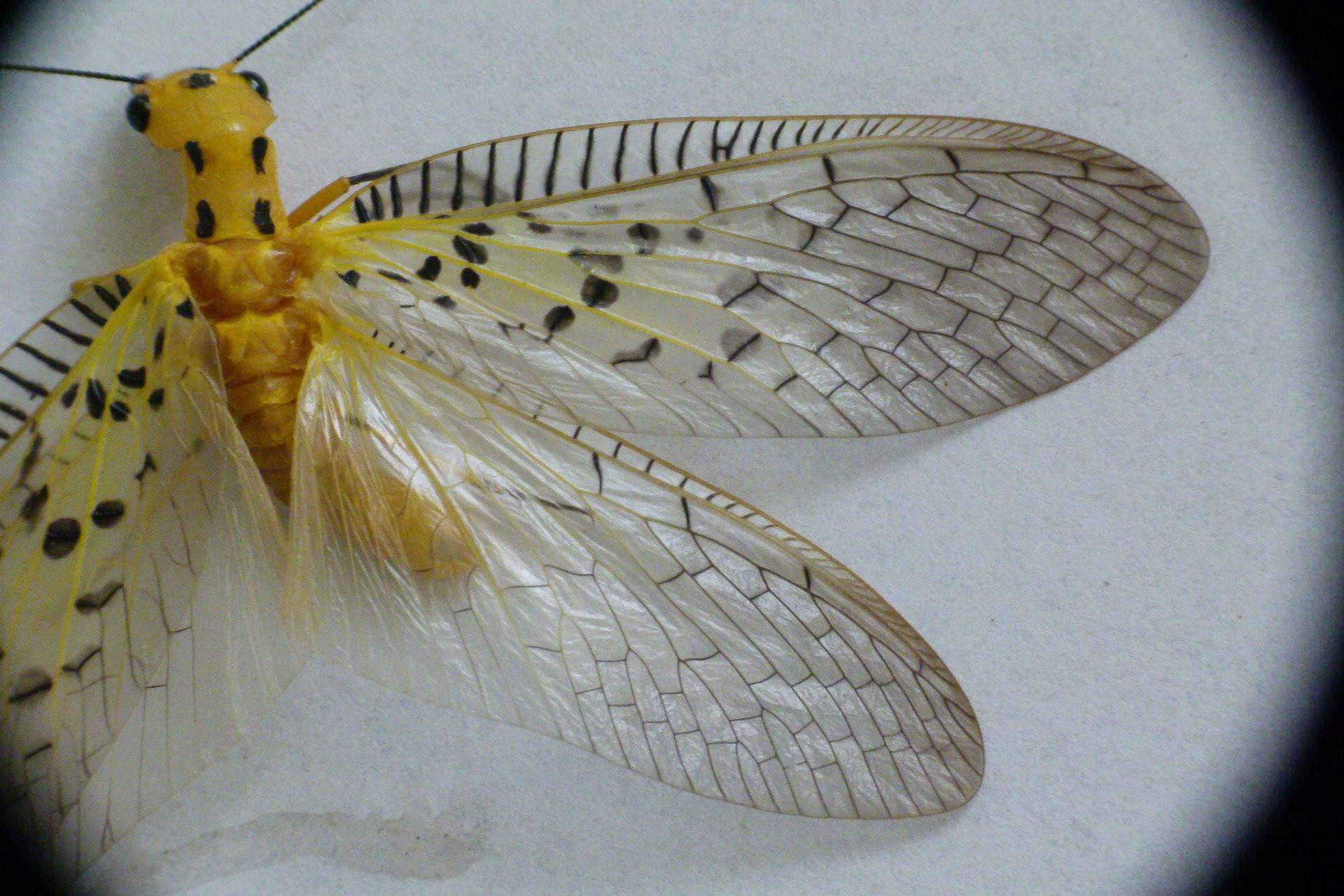
Các đốm lớn trên gốc cánh trước là đặc điểm đặc biệt

Con trưởng thành được đặc trưng bởi các cánh trước có các đốm đen trên vành chéo lớn hơn so với các loài khác trong chi. Đầu và ngực có màu vàng. Tên loài austroindicus có nghĩa là "nam Ấn Độ", đề cập đến sự phân bố hạn chế của nó. Ấu trùng không được mô tả nhưng nó được cho là sẽ được tìm thấy ở các con suối trên núi, nơi nó là động vật săn mồi tích cực. Giống như các thành viên nhiệt đới khác, chúng có thể mất khoảng hai năm để biến thái thành những con trưởng thành.

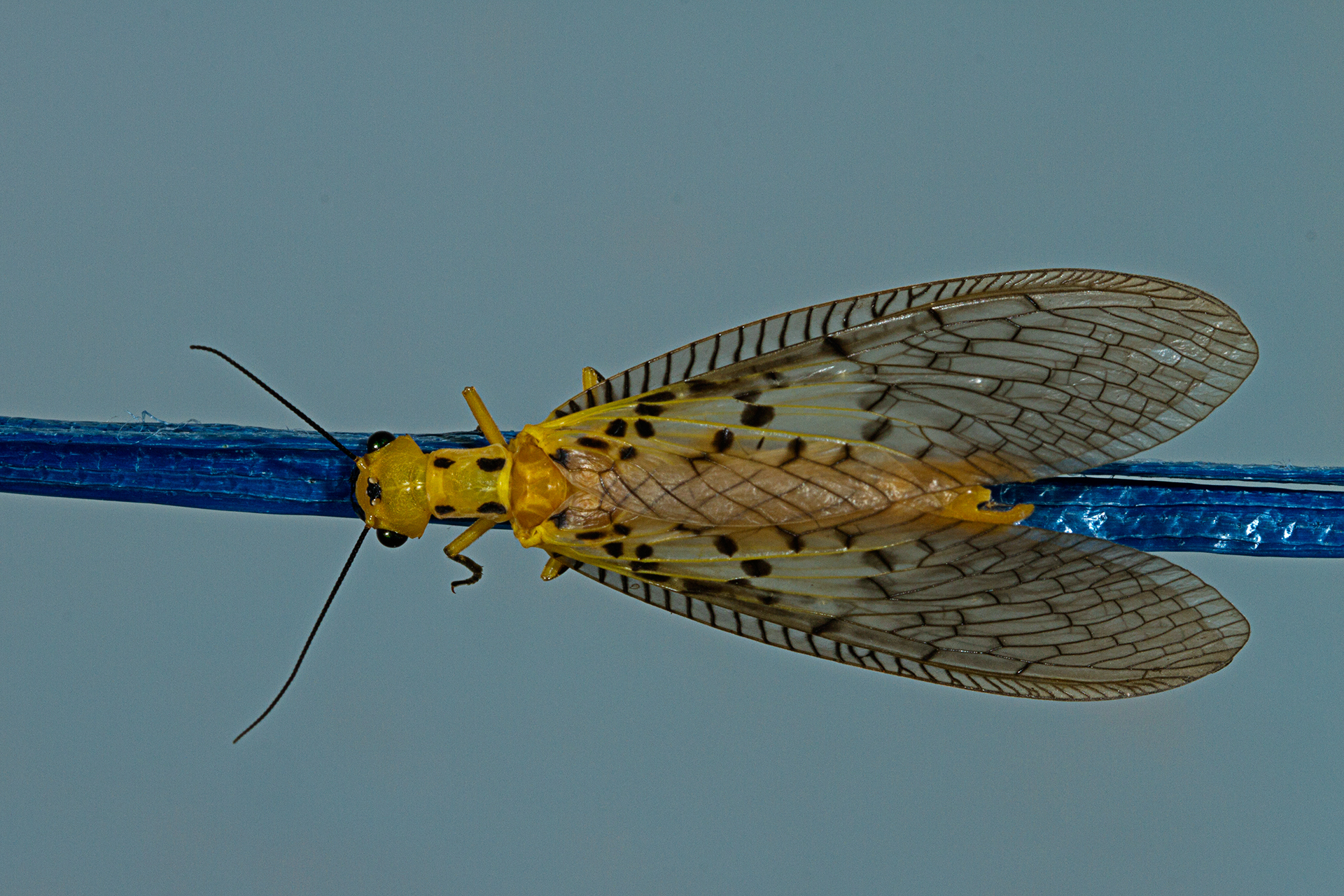
Mẫu vật từ Chikmagalur
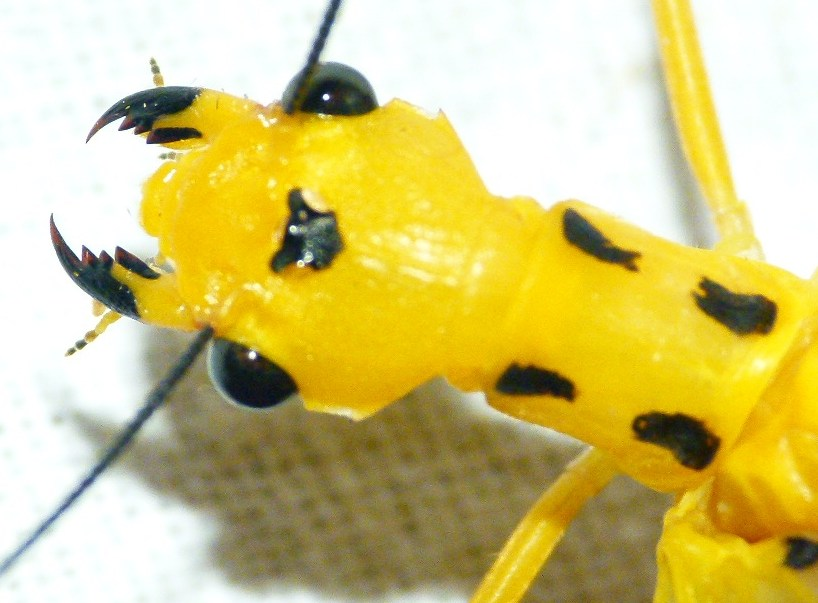
Đầu